# 白忠斌
白忠斌（1965年—），男，黑龍江虎林人，中共黨員，少將軍銜、中共政治、军事人物，是一位長期任職中國軍隊戰備交通運輸保障系統的職能部門的中國解放軍陸軍高级軍官。

## 生平
白忠斌1983年考上北京交通大学，研究生毕业后加入中国人民解放军。他曾经担任中国人民解放军总后勤部军事交通运输部副部长。2014年12月晋升少将。深化国防和军队改革后，他出任国家交通战备办公室主任、中央军委后勤保障部运输投送局局长。2018年6月，仼中央軍委聯勤保障部隊副司令員。庆祝中华人民共和国成立70周年大会阅兵式上，他与徐宝龙少将共同担任补给供应方队领队。
2022年2月，任天津警备区党委副书记、司令员。2024年5月，任中共天津市委委员、常委。
是中共十九大代表、第十四屆全國人大代表。